# ایسکژچن
ایسکژچن (به لهستانی:  Iskrzyczyn) یک روستا در لهستان است که در گمینا دنبوویتس (استان سیلسیان) واقع شده‌است. ایسکژچن ۴٫۶۵ کیلومتر مربع مساحت و ۶۳۲ نفر جمعیت دارد.